# Seleniopsis
Seleniopsis là một chi bướm đêm thuộc họ Geometridae.